# 4-Sulfobenzoat 3,4-dioksigenaza
4-Sulfobenzoat 3,4-dioksigenaza (EC 1.14.12.8, 4-sulfobenzoatna dioksigenaza, sistem 4-sulfobenzoatne 3,4-dioksigenaze) je enzim sa sistematskim imenom 4-sulfobenzoat,NADH:kiseonik oksidoreduktaza (formira 3,4-hidroksilacija, sulfit). Ovaj enzim katalizuje sledeću hemijsku reakciju
4-sulfobenzoat + NADH + H+ + O2 {\displaystyle \rightleftharpoons } 3,4-dihidroksibenzoat + sulfit + NAD+
Ovaj enzim sadrži Fe2+.

## Literatura
- Nicholas C. Price; Lewis Stevens (1999). Fundamentals of Enzymology: The Cell and Molecular Biology of Catalytic Proteins (Third изд.). USA: Oxford University Press. ISBN 019850229X.
- Eric J. Toone (2006). Advances in Enzymology and Related Areas of Molecular Biology, Protein Evolution (Volume 75 изд.). Wiley-Interscience. ISBN 0471205036.
- Branden C; Tooze J. Introduction to Protein Structure. New York, NY: Garland Publishing. ISBN 0-8153-2305-0.
- Irwin H. Segel. Enzyme Kinetics: Behavior and Analysis of Rapid Equilibrium and Steady-State Enzyme Systems (Book 44 изд.). Wiley Classics Library. ISBN 0471303097.

## Spoljašnje veze
- 4-sulfobenzoate+3,4-dioxygenase на 